# Julián Castro
Julián Castro (San Antonio (Texas), 16 september 1974) is een Amerikaans politicus van de Democratische Partij. Hij was minister van Volkshuisvesting en Stedelijke Ontwikkeling van 2014 tot 2017 onder president Barack Obama, eerder was hij burgemeester van zijn geboorteplaats San Antonio van 2009 tot 2017.
Julián Castro kreeg nationale bekendheid toen hij op 4 september 2012 de keynote speech leverde op de Democratische Partijconventie.
Julián Castro heeft een identieke tweelingbroer, Joaquín Castro, die volksvertegenwoordiger is in het lagerhuis van Texas. Hun moeder is Maria (Rosie) Castro, een chicanoactiviste.
Op 12 januari 2019 kondigde hij zijn presidentiële campagne aan voor de Democratische nominatie voor de presidentsverkiezingen van 2020. Op 2 januari 2020 beëindigde hij zijn campagne. Daarna sprak hij zijn steun uit voor de presidentiële campagne van Elizabeth Warren.

Logo van Julian Castro's presidentiële campagne

- Library of Congress Control Number: no2009041800
- SNAC: w66z019s
- Virtual International Authority File: 83609515
- WorldCat: E39PBJx4mgXG8cTK8Y8rYVMHG3